# Parìa del Galles
La parìa del Galles è il termine formale usato per indicare la nobiltà creata nell'ambito della monarchia del Galles, sotto la giurisdizione formale del re d'Inghilterra.
I pari del Galles avevano titolazioni provenienti da diverse fonti. Dopo che Llywelyn ap Gruffydd della Casa di Aberffraw, ultimo principe del Galles di origini gallesi, venne ucciso durante la conquista edoardiana nel 1282, il Principato di Galles venne diviso in contee sul modello inglese. Molti dei titoli locali originari vennero aboliti e sostituiti con titoli inglesi in cambio della lealtà degli insigniti. Ad ogni modo rimase in forza la legge gallese per i casi civili in tutto il principato, anche per le questioni di eredità. Edoardo I applicò dunque delle riforme sul modello inglese al fine di introdurre il diritto di primogenitura anche in Galles, fatto che facilitò notevolmente l'acquisizione di titoli gallesi da parte di nobili inglesi.
Con il Laws in Wales Acts 1535-1542 il Galles venne formalmente annesso all'Inghilterra con la piena implementazione delle common law inglesi anche per le cause civili e come tale sia i nobili originari gallesi che coloro che avevano ottenuto titoli in quell'area successivamente alla conquista inglese vennero incorporati de facto nella parìa britannica. Attualmente il Galles non costituisce una parìa autonoma, ma è stata inclusa dapprima in quella inglese, poi in quella di Gran Bretagna ed infine in quella del Regno Unito. Ad ogni modo nel 1793 venne creato il titolo di conte del villaggio e della contea di Carnarvon nel Principato di Galles, unica menzione moderna del Principato di Galles in una titolatura.
Dopo la deposizione del parlamento inglese nel febbraio del 1689 re Giacomo II d'Inghilterra dai troni d'Inghilterra e Irlanda e i suoi successori continuarono a creare pari e baronetti che divennero noti come parìa giacobita.
Molti lord come i baronetti Williams-Wynn, i conti Lloyd George di Dwyfor ed i marchesi di Anglesey, posero la loro principale sede famigliare in Galles, segno di origine e attaccamento alle proprie radici.

La bandiera della casata principesca di Aberffraw, associata per la prima volta a Llywelyn il Grande dal 1216

## Titoli nel linguaggio gallese
| Titolo    | Maschile singolare | Femminile singolare | Dominio      |
| --------- | ------------------ | ------------------- | ------------ |
| Principe  | Tywysog            | Tywysoges           | Tywysogaeth  |
| Duca      | Duc, Dug           | Duces, Duges        | Dugaeth      |
| Marchese  | Ardalydd           | Ardalyddes          | Ardalyddaeth |
| Earl      | Iarll              | Iarlles             | Iarllaeth    |
| Conte     | Cownt*             | Cowntes*            | Cowntaeth    |
| Visconte  | Isiarll            | Isiarlles           | Isiarllaeth  |
| Barone    | Barwn              | Barwnes             | Barwniaeth   |
| Baronetto | Barwnig            | Barwniges           |              |

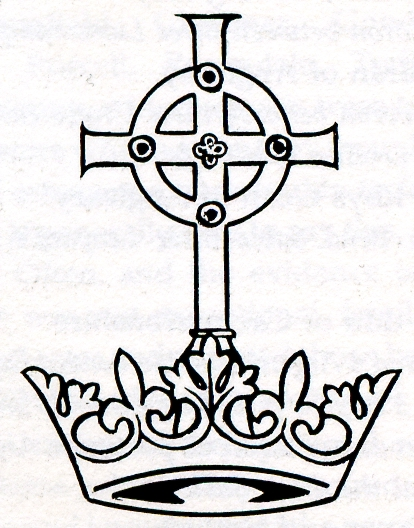
La croce di Neith sovrastante la Talaith Llywelyn.

- *Nel caso in cui ci si riferisca a conti di possedimenti in Europa.

## Titoli reali del Galles
| Titolo             | Creazione | Parìa       | Altri titoli                                                                                             |
| ------------------ | --------- | ----------- | --- |
| Principe di Galles | 1216 1306 | Inghilterra | Duca di Rothesay nella parìa di Scozia, duca di Cornovaglia e conte di Chester nella parìa d'Inghilterra |

## Duchi del Galles
Attualmente non sopravvive alcun titolo ducale gallese.
| Titolo           | Creazione | Parìa                         | Altri titoli                                                |
| ---------------- | --------- | ----------------------------- | ----------------------------------------------------------- |
| Duca di Monmouth | 1663      | Inghilterra                   | Estinto nel 1685. Duca di Buccleuch, 1663, parìa di Scozia. |
| Duca di Powis    | 1689      | Parìa giacobita d'Inghilterra | Estinto nel 1745. Creato per il I marchese di Powis         |

## Marchesi del Galles
| Titolo                    | Creazione | Parìa         | Altri titoli                                |
| ------------------------- | --------- | ------------- | ------------------------------------------- |
| Marchese di Carmarthen    | 1689      | Inghilterra   | Duca di Leeds nella parìa d'Inghilterra.    |
| Marquess of Carnarvon     | 1719      | Gran Bretagna | Duca di Chandos nella parìa d'Inghilterra.  |
| Marchese di Anglesey      | 1815      | Regno Unito   | Conte di Uxbridge nella parìa d'Inghilterra |
| Marchese di Abergavenny   | 1876      | Regno Unito   | Visconte Nevill nella parìa del Regno Unito |
| Marchese di Milford Haven | 1917      | Regno Unito   | Conte di Medina nella parìa del Regno Unito |

## Conti del Galles
| Titolo                       | Creazione                     | Parìa                         | Altri titoli |
| ---------------------------- | ----------------------------- | ----------------------------- | --- |
| Signore di Glamorgan         | 1093 1217 1338 1439 1449 1489 | Inghilterra                   | Basata sul principato gallese di Morgannwg Il titolo era quello di "lord of Glamorgan" ma era compreso nei ranghi comitali. Abolito con il Laws in Wales Act 1535.                                                                                                |
| Conte di Pembroke            | c. 1135 1533 1605             | Inghilterra                   | Conte di Montgomery nella parìa d'Inghilterra. |
| Signore di Gower             | c. 1135                       | Inghilterra                   | Ricavato dalla signoria gallese di Gwyr del principato di Deheubarth. Il titolo era quello di "lord of Gower" ma era compreso nei ranghi comitali. Abolito con il Laws in Wales Act 1535.                                                                         |
| Signore di Kilvey            | c. 1135                       | Inghilterra                   | Basato sul commote gallese. Vi erano parte anche la parrocchia di Llansamlet sulla riva orientale del Tawe e parte del principato di Deheubarth sin quando non venne conquistato da quest'ultimo. Abolito con il Laws in Wales Act 1535 e trasferito a Glamorgan. |
| Conte di Montgomery          | 1605                          | Inghilterra                   | Abbinato al titolo di conte di Pembroke dal 1630 |
| Conte di Carnarvon           | 1628 1714 1793                | Inghilterra Gran Bretagna     | Barone Porchester nella parìa di Gran Bretagna |
| Conte di Denbigh             | 1622                          | Inghilterra                   | Conte di Desmond nella parìa d'Irlanda |
| Conte di Conway              | 1624                          | Inghilterra                   | Estinto dal 1683, |
| Conte di Cardigan            | 1661                          | Inghilterra                   | Marchese di Ailesbury nella parìa del Regno Unito. |
| Conte di Powis               | 1674 1748 1804                | Regno Unito                   | Visconte Clive nella parìa del Regno Unito. |
| Conte di Monmouth            | 1701                          | Parìa giacobita d'Inghilterra | Estinto nel 1747 |
| Conte Talbot                 | 1761                          | Gran Bretagna                 | Barone Dynevor, di Dynevor nella contea di Carmarthen. |
| Conte di Lisburne            | 1776                          | Irlanda                       | Visconte Lisburne. Trae origine dalle miniere di Lisburne nel Trawsgoed, Ceredigion per la famiglia Vaughn. |
| Conte Cawdor                 | 1827                          | Regno Unito                   | Visconte Emlyn nella parìa del Regno Unito Thane di Cawdor nella parìa di Scozia |
| Conte Lloyd George di Dwyfor | 1945                          | Regno Unito                   | Visconte Gwynedd nella parìa del Regno Unito |
| Conte di Merioneth           | 1947                          | Regno Unito                   | Duca di Edimburgo nella parìa del Regno Unito |
| Conte di Snowdon             | 1961                          | Regno Unito                   | Visconte Linley nella parìa del Regno Unito |

## Visconti del Galles
| Titolo             | Creazione | Parìa         | Altri titoli |
| ------------------ | --------- | ------------- | --- |
| Visconte Emlyn     | 1827      | Gran Bretagna | Conte Cawdor di Castlemartin nella contea di Pembroke                                                                        |
| Visconte Windsor   | 1905      | Regno Unito   | di St Fagans nella contea di Glamorgan. Titolo sussidiario del Conte di Plymouth.                                            |
| Visconte Tredegar  | 1905 1925 | Regno Unito   | Barone Tredegar 1859, titolo vicecomitale estinto dal 1962                                                                   |
| Visconte St Davids | 1918      | Regno Unito   | Barone St Davids nella parìa del Regno Unito Barone Strange de Knokyn, di Hungerford, e di Moleyns nella parìa d'Inghilterra |
| Visconte Rhondda   | 1918      | Regno Unito   | Barone Rhondda. Estinto nel 1953                                                                                             |
| Visconte Gwynedd   | 1945      | Regno Unito   | Conte Lloyd George di Dwyfor                                                                                                 |
| Visconte Tenby     | 1957      | Regno Unito   | di Bulford nella Contea di Pembroke                                                                                          |
| Visconte Tonypandy | 1983      | Regno Unito   | nella Contea di Glamorgan. Estinto nel 1997.                                                                                 |

## Baroni del Galles
| Titolo                                 | Creazione      | Parìa               | Altri titoli |
| -------------------------------------- | -------------- | ------------------- | --- |
| Barone Abergavenny                     | 1087 1392      | Inghilterra         | Marchese di Abergavenny |
| Barone Aberavon                        | XII secolo     | Inghilterra         | Creato per i governanti dell'area di Morgannwg, presenti prima della conquista normanna dell'area, ma con dominio ristretto alla sola baronìa di Aberavon. La famiglia e la baronia si estinse negli anni '30 del XIV secolo. |
| Baronessa Grey de Ruthyn               | 1324           | Inghilterra         | Quiescente dal 1963 |
| Barone di Cymmer-yn-Edeirnion          | c. 1370        | Galles, Inghilterra | Basato sui possedimenti della famiglia prima della conquista edoardiana, riconosciuto nel 1370 per i discendenti di Ugo di Gwerclas.                                                                                          |
| Barone Talbot                          | 1331 1733      | Gran Bretagna       | Attualmente quiescente |
| Barone Grey di Powys                   | 1482           | Inghilterra         | Quiescente dal 1551 |
| Barone Conwy                           | 1703           | Gran Bretagna       | Marchese di Hertford nella parìa d'Inghilterra |
| Barone Newborough                      | 1716           | Irlanda             | Marchese di Cholmondeley nella parìa d'Irlanda |
| Barone Cardiff del Castello di Cardiff | 1776           | Gran Bretagna       | Marchese di Bute nella parìa di Gran Bretagna |
| Barone Newborough                      | 1776           | Irlanda             | Baronetto di Wynn di Bodvean |
| Barone Milford                         | 1776 1847 1939 | Regno Unito         | Baronetto Philipps |
| Barone Dynevor                         | 1780           | Gran Bretagna       | La famiglia Rhys ha ancora oggi dei pretendenti discendenti da Rhys ap Thomas (XV secolo) |
| Barone Gwydyr                          | 1796           | Gran Bretagna       | Per linea materna, eredi di Aberffraw per via di Mary Wynn e della di lei nipote Priscilla Bertie e i suoi discendenti sino al 1915, quando il titolo si estinse.                                                             |
| Barone Mostyn                          | 1831           | Regno Unito         | Baronetto Mostyn di Pengwerra |
| Barone Raglan                          | 1852           | Regno Unito         | di Raglan nella Contea di Monmouth |
| Barone Llanover                        | 1859           | Regno Unito         | Augusta Hall, baronessa Llanover erede gallese, meglio conosciuta per essere patrona delle arti. Il titolo si estinse nel 1867.                                                                                               |
| Barone Tredegar                        | 1859           | Regno Unito         | Baronetto Morgan di Tredegar 1792 |
| Barone Aberdare                        | 1873           | Regno Unito         | |
| Barone Harlech                         | 1876           | Regno Unito         | di Harlech nella Contea di Merioneth |
| Barone Swansea                         | 1893           | Regno Unito         | of Singleton in the County of Glamorgan |
| Barone Glanusk                         | 1899           | Regno Unito         | Baronetto di Bailey |
| Barone Grenfell                        | 1902           | Regno Unito         | di Kilvey nella Contea di Glamorgan |
| Barone St. Davids                      | 1908           | Regno Unito         | Visconte St Davids nella parìa del Regno Unito |
| Barone Rhondda                         | 1916           | Regno Unito         | di Llanwern nella Contea di Monmouth. Estinto dal 1918, ma il titolo vicecomitale venne ereditato da sua figlia. |
| Barone Colwyn                          | 1917           | Regno Unito         | di Colwyn Bay nella Contea di Denbigh, e Baronetto Smith (creato nel 1912) |
| Barone Clwyd                           | 1919           | Regno Unito         | di Abergele nella Contea di Denbigh |
| Barone Trevethin                       | 1921           | Regno Unito         | di Blaengawney nella Contea di Monmouth |
| Barone Kylsant                         | 1923           | Regno Unito         | Estinto nel 1927 |
| Barone Lloyd                           | 1925           | Regno Unito         | Estinto col secondo barone Lloyd nel 1985. |
| Barone Davies                          | 1932           | Regno Unito         | di Llandinam nella Contea di Montgomery |
| Barone Llewellin                       | 1945           | Regno Unito         | Estinto nel 1957 |
| Barone Trefgarne                       | 1947           | Regno Unito         | di Cleddau nella Contea di Pembroke |
| Barone Brecon                          | 1958           | Regno Unito         | Estinto dal 1975 |

### Qualificazioni territoriali in Galles
Quello che segue è un elenco dei pari gallesi i quali hanno ricevuto una primaria qualificazione territoriale nelle contee storiche del Galles. Molti di loro hanno titoli sussidiari al di fuori del Galles.
| Nome e titolo                                         | Qualificazione territoriale                                                          | Creazione | Estinzione |
| ----------------------------------------------------- | ------------------------------------------------------------------------------------ | --------- | ---------- |
| Daniel Granville West, barone Granville-West          | di Pontypool nella Contea di Monmouth                                                | 1958      | 1984       |
| Arthur Champion, barone Champion                      | di Pontypridd nella Contea di Glamorgan                                              | 1962      | 1985       |
| Alun Jones, barone Chalfont                           | di Llantarnam nella Contea di Monmouth                                               | 1964      | Current    |
| William Wynne-Jones, barone Wynne-Jones               | di Abergele nella Contea di Denbigh                                                  | 1964      | 1982       |
| Arwyn Davies, barone Arwyn                            | di Glais nella Contea di Glamorgan                                                   | 1964      | 1978       |
| Arthur Moyle, barone Moyle                            | di Llanidloes nella Contea di Montgomeryshire                                        | 1965      | 1974       |
| Thomas Jones, barone Maelor                           | di Rhosllanerchrugog nella Contea di Denbigh                                         | 1966      | 1984       |
| William David Evans, barone Energlyn                  | di Caerphilly nella Contea di Glamorgan                                              | 1968      | 1985       |
| Eirene White, baronessa White                         | di Rhymney nella Contea di Monmouth                                                  | 1970      | 1970       |
| John Brayley, barone Brayley                          | della Città di Cardiff nella Contea di Glamorgan                                     | 1973      | 1977       |
| Rhys Lloyd, barone Lloyd di Kilgerran                 | di Llanwenog nella Contea di Cardigan                                                | 1973      | 1991       |
| Elwyn Jones, barone Elwyn-Jones                       | di Llanelli nella Contea di Carmarthen                                               | 1974      | 1989       |
| Goronwy Roberts, barone Goronwy-Roberts               | di Caernarvon e di Ogwen nella Contea di Caernarvon                                  | 1974      | 1981       |
| Elfed Davies, barone Davies di Penrhys                | di Rhondda nella Contea di Mid Glamorgan                                             | 1974      | 1992       |
| Gordon Parry, barone Parry                            | di Neyland nella Contea di Dyfed                                                     | 1976      | 2004       |
| Morrice James, barone St Brides                       | di Hasguard nella Contea di Dyfed                                                    | 1977      | 1989       |
| John Leonard, barone Leonard                          | della Città di Cardiff nella contea di South Glamorgan                               | 1978      | 1983       |
| John Brooks, barone Brooks di Tremorfa                | di Tremorfa nella Contea di South Glamorgan                                          | 1979      | in carica  |
| Emlyn Hooson, barone Hooson                           | di Montgomery nella Contea di Powys                                                  | 1979      | in carica  |
| Jean McFarlane, baronessa McFarlane di Llandaff       | di Llandaff nella Contea di South Glamorgan                                          | 1979      | in carica  |
| David Gibson-Watt, barone Gibson-Watt                 | del distretto di Wye di Radnor                                                       | 1979      | 2002       |
| Elystan Morgan, barone Elystan-Morgan                 | di Aberteifi nella Contea di Dyfed                                                   | 1981      | in carica  |
| Gwilym Prys Davies, barone Prys Davies                | di Llanegryn nella Contea di Gwynedd                                                 | 1983      | in carica  |
| Hugh Griffiths, barone Griffiths                      | di Govilon nella Contea di Gwent                                                     | 1985      | in carica  |
| Charles Williams, barone Williams di Elvel            | di Llansantffraed in Elvel nella Contea di Powys                                     | 1985      | in carica  |
| Peter Thomas, barone Thomas di Gwydir                 | di Llanrwst nella Contea di Gwynedd                                                  | 1987      | in carica  |
| James Callaghan, barone Callaghan di Cardiff          | della Città di Cardiff nella Contea di Glamorgan                                     | 1987      | 2005       |
| Nicholas Edwards, barone Crickhowell                  | di Pont Esgob nelle Black Mountains e nella Contea di Powys                          | 1987      | In carica  |
| Peter Rees, barone Rees                               | di Goytre nella contea di Gwent                                                      | 1987      | In carica  |
| Roy Jenkins, barone Jenkins di Hillhead               | di Pontypool nella Contea di Gwent                                                   | 1987      | 2002       |
| Brian Morris, barone Morris del Castello Morris       | di St Dogmaels nella Contea di Dyfed                                                 | 1990      | 2001       |
| Daphne Park, baronessa Park                           | di Monmouth nella Contea di Monmouth e Broadway nella Contea di Hereford e Worcester | 1990      | In carica  |
| Ivor Richard                                          | di Ammanford nella Contea di Dyfed                                                   | 1990      | In carica  |
| Brian Griffiths, barone Griffiths di Fforestfach      | di Fforestfach nella Contea di Glamorgan                                             | 1991      | In carica  |
| Dafydd Elis-Thomas, barone Elis-Thomas                | di Nant Conwy nella Contea di Gwynedd                                                | 1992      | In carica  |
| Gareth Williams, barone Williams                      | di Mostyn nella Contea di Flintshire e di Great Tew nella Contea di Oxfordshire      | 1992      | 2003       |
| Thomas Bingham, barone Bingham di Cornhill            | di Boughrood nella Contea di Powys                                                   | 1996      | In carica  |
| Garfield Davies, barone Davies                        | di Coity nella Contea di Glamorgan                                                   | 1997      | In carica  |
| Wyn Roberts, barone Roberts di Conwy                  | di Talyfan nella Contea di Gwynedd                                                   | 1997      | In carica  |
| Alex Carlile, barone Carlile                          | di Berriew nella Contea di Powys                                                     | 1999      | In carica  |
| Anita Gale, baronessa Gale                            | di Blaenrhondda nella Contea di Mid Glamorgan                                        | 1999      | In carica  |
| Julian Grenfell, barone Grenfell di Kilvey            | di Kilvey nella Contea di Swansea                                                    | 2000      | In carica  |
| Kenneth O. Morgan, barone Morgan                      | di Aberdyfi nella Contea di Gwynedd                                                  | 2000      | In carica  |
| Ilora Finlay, baronessa Finlay                        | di Llandaff nella Contea di Glamorgan                                                | 2001      | In carica  |
| Barry Jones, barone Jones                             | di Deeside nella Contea di Clwyd                                                     | 2001      | In carica  |
| Richard Livsey, barone Livsey                         | di Talgarth nella Contea di Powys                                                    | 2001      | 2010       |
| John Morris, barone Morris di Aberavon                | di Aberavon nella Contea di West Glamorgan                                           | 2001      | In carica  |
| Peter Temple-Morris, barone Temple-Morris             | di Llandaff nella Contea di South Glamorgan                                          | 2001      | In carica  |
| Leslie John Griffiths, barone Griffiths di Burry Port | di Pembrey e Burry Port nella Contea di Dyfed                                        | 2004      | In carica  |
| Delyth Morgan, baronessa Morgan di Drefelin           | di Drefelin nella Contea di Dyfed                                                    | 2004      | In carica  |
| Roger Roberts, barone Roberts di Llandudno            | di Llandudno nella Contea di Gwynedd                                                 | 2004      | In carica  |
| Ted Rowlands, barone Rowlands                         | di Merthyr Tydfil e di Rhymney nella Contea di Mid Glamorgan                         | 2004      | In carica  |
| Alan Howarth, barone Howarth di Newport               | di Newport nella Contea di Gwent                                                     | 2005      | In carica  |
| Neil Kinnock, barone Kinnock di Bedwellty             | di Bedwellty nella Contea di Gwent                                                   | 2005      | In carica  |
| Donald Anderson, barone Anderson di Swansea           | di Swansea nella Contea di West Glamorgan                                            | 2005      | In carica  |
| Maggie Jones, baronessa Jones di Whitchurch           | di Whitchurch nella Contea di South Glamorgan                                        | 2006      | In carica  |
| David Rowe-Beddoe, barone Rowe-Beddoe                 | di Kilgetty nella Contea di Dyfed                                                    | 2006      | In carica  |
| Richard Harries, barone Harries di Pentregarth        | di Ceinewydd nella Contea di Dyfed                                                   | 2006      | In carica  |

### Qualificazioni territoriali esterne al Galles
Questo è un elenco di pari gallesi con qualificazioni esterne al Galles e non aventi qualificazioni territoriali interne.
| Nome e titolo                                         | Qualificazione terroriale                    | Creazione | Estinzione |
| ----------------------------------------------------- | -------------------------------------------- | --------- | ---------- |
| Geoffrey Howe, barone Howe di Aberavon                | di Tandridge nella Contea del Surrey         | 1992      | In carica  |
| Nicholas Phillips, barone Phillips di Worth Matravers | di Belsize Park nel London Borough di Camden | 1998      | In carica  |
| Michael Heseltine, barone Heseltine                   | di Thenford nella Contea di Northamptonshire | 2001      | In carica  |
| Richard Wilson, barone Wilson di Dinton               | di Dinton nella Contea di Buckinghamshire    | 2002      | In carica  |
| Alan West, barone West di Spithead                    | di Seaview nella Contea dell'Isola di Wight  | 2007      | In carica  |

## Baronetti del Galles
Pur non rientrando nella parìa del Galles, anche questa regione ha ed ha avuto dei baronetti che non hanno diritto come nelle altre parti del Regno Unito a sedere nella Camera dei Lords ma hanno comunque un grado di nobilitazione.
| Baronettìa        | Qualificazione territoriale                               | Creazione/Estinzione | Altri titoli/Note |
| ----------------- | --------------------------------------------------------- | -------------------- | --- |
| Philipps          | di Picton Castle nella Contea di Pembroke                 | 1661                 | Visconte St Davids |
| Wynn              | di Gwydir nella Contea di Caernarfon                      | 1611 1719            | Eredi degli Aberffraw sino al 1719, quando la pretesa passò a Jane Thewell ed ai suoi discendenti diretti.                                |
| Stradling         | di St Donats nella Contea di Glamorgan                    | 1611 1738            | |
| Williams          | di Vaynol nella Contea di Carnarvon                       | 1622 1696            | |
| Williams          | di Llangibby nella Contea di Monmouth                     | 1642 1753            | |
| Williams          | di Guernevet nella Contea di Brecon                       | 1644 1695            | |
| Williams-Bulkeley | di Penrhyn nella Contea di Caernarfon                     | 1661                 | |
| Williams-Wynn     | di Gray's Inn nella Middlesex                             | 1688                 | Dopo il matrimonio con l'ereditiera Jane Thewall, tutti gli eredi diretti rappresentano l'eredità degli Aberffraw e la pretesa sul Galles |
| Williams          | di Edwinsford nella Contea di Carmarthen                  | 1707 1745            | |
| Bayly             | di Plas Newydd nella Contea di Anglesey                   | 1730                 | Marchese di Anglesey |
| Wynn              | di Bodvean nella Contea di Caernafonshire                 | 1742                 | Barone Newborough nella Parìa d'Irlanda                                                                                                   |
| Mostyn            | of Pengwerra in the County of Flint                       | 1778                 | Baron Mostyn, of Mostyn in the County of Flint                                                                                            |
| Morgan            | di Tredegar nella Contea di Monmouth                      | 1792                 | Barone Tredegar, nella Contea di Monmouth                                                                                                 |
| Williams          | di Bodelwyddan nella Contea di Flint                      | 1798                 | Baronetto Williams-Wynn di Gray's Inn |
| Bailey            | di Glanusk Park nella Contea di Brecon                    | 1852                 | Barone Glanusk |
| Vivian            | di Singleton, nella Contea di Glamorgan                   | 1882                 | Elevato al titolo di Barone Swansea nel 1893                                                                                              |
| Williams          | di Castell Deudrath, e Borthwen nella Contea di Merioneth | 1909                 | |
| Smith             | di Colwyn Bay, nella Contea di Denbigh                    | 1912                 | Elevato al titolo di Barone Colwyn nel 1917                                                                                               |
| Rhys-Williams     | di Miskin nella Contea di Glamorgan                       | 1918                 | |
| Philipps          | di Llanstephan nella Contea di Radnor                     | 1919                 | Elevato al titolo di Barone Milford nel 1939                                                                                              |
| Llewellyn         | di Bwlffa, Aberdare nella Contea di Glamorgan             | 1922                 | |
| Williams          | di Glynwr nella Contea di Carmarthen                      | 1935 1959            | |
| Williams          | di Cilgeraint nella Contea di Caernarfon                  | 1953                 | |
| Llewellyn         | di Baglan, nella Contea di Glamorgan                      | 1959                 | |